# Eiphosoma minense
Eiphosoma minense là một loài tò vò trong họ Ichneumonidae.